# HMCS Moose Jaw (K164)
«Мус Джо» (англ. HMCS Moose Jaw (K164) — військовий корабель, корвет типу «Флавер» Королівського військово-морського флоту Канади за часів Другої світової війни.
Корвет «Мус Джо» був закладений 12 серпня 1940 року на верфі компанії Collingwood Shipbuilding у Колінгвуді. 9 квітня 1941 року він був спущений на воду, а 19 червня 1941 року увійшов до складу Королівських ВМС Канади. 8 липня 1941 року виведений до резерву. 1949 року розібраний на брухт.

## Історія служби
У серпні 1941 року корвет входив до складу 24-ї групи ескорту конвою SC 42, який прямував від канадського Сіднея (від острову Кейп-Бретон) до Ліверпуля. Сили прикриття очолював канадський есмінець типу «Рівер» «Скина» з корветами типу «Флавер» «Олберні», «Кеногамі» та «Оріліа». Корвети «Чемблі» та «Мус Джо» за вказівкою командора Джеймса Д. Прентіса проводили дорозвідку на шляху руху конвою і були готові підсилити ескорт, коли конвой увійшов у зону, де, як відомо, на них чекали підводні човни Крігсмаріне. Комодором конвою був контрадмірал У. Б. Маккензі на судні Eeverleigh.
10 вересня 1941 року при проходженні західного узбережжя Ґренландії транспортного конвою канадські корвети «Шамблі» й «Мус Джо» затопили німецький підводний човен U-501.